# Силвейра
Силве́йра (порт. Silveira)  —  район (фрегезия) в Португалии,  входит в округ Лиссабон. Является составной частью муниципалитета Торриш-Ведраш. По старому административному делению входил в провинцию Эштремадура. Входит в экономико-статистический  субрегион Оэште, который входит в Центральный регион. Население составляет 6496 человек на 2001 год. Занимает площадь 24,76 км².
Покровителем района считается Дева Мария (порт. Nossa Senhora do Amparo). 

## История
Район основан в 1926 году